# شورای ساختمان‌سازی سبز اردن
شورای ساختمان‌سازی سبز اردن (عربی: المجلس الأردنی للأبنیة الخضراء) یک سازمان در کشور اردن است که در سال ۲۰۰۹ تأسیس شده‌است.
این سازمان که در آوریل ۲۰۱۲ به عضویت شورای ساختمان‌سازی سبز جهانی درآمده‌است مأموریت آن ترویج و حمایت از اتخاذ شیوه‌های ساخت‌وساز سبز در در اردن است. این سازمان عضوی از از یک شورای جهانی با بیش از ۸۰ عضو در سرتاسر جهان است.